# Melanagromyza appendiculata
Melanagromyza appendiculata är en tvåvingeart som beskrevs av Mitsuhiro Sasakawa 1992. Melanagromyza appendiculata ingår i släktet Melanagromyza och familjen minerarflugor. Inga underarter finns listade i Catalogue of Life.